# Kita-Ouest
Kita-Ouest est une commune rurale malienne de l'arrondissement central de Kita, dans le cercle de Kita, et la région de Kita. Elle a pour chef-lieu la localité de Koféba.

## Villages
La commune s'étend sur 16 localités relevées lors du recensement général de 2009. 
Les villages les plus peuplés sont :
- Samadjiguidan (1 809 habitants) ;
- Faragueto (1 632 habitants) ;
- Koféba (1 572 habitants).